# Tupolev Tu-144

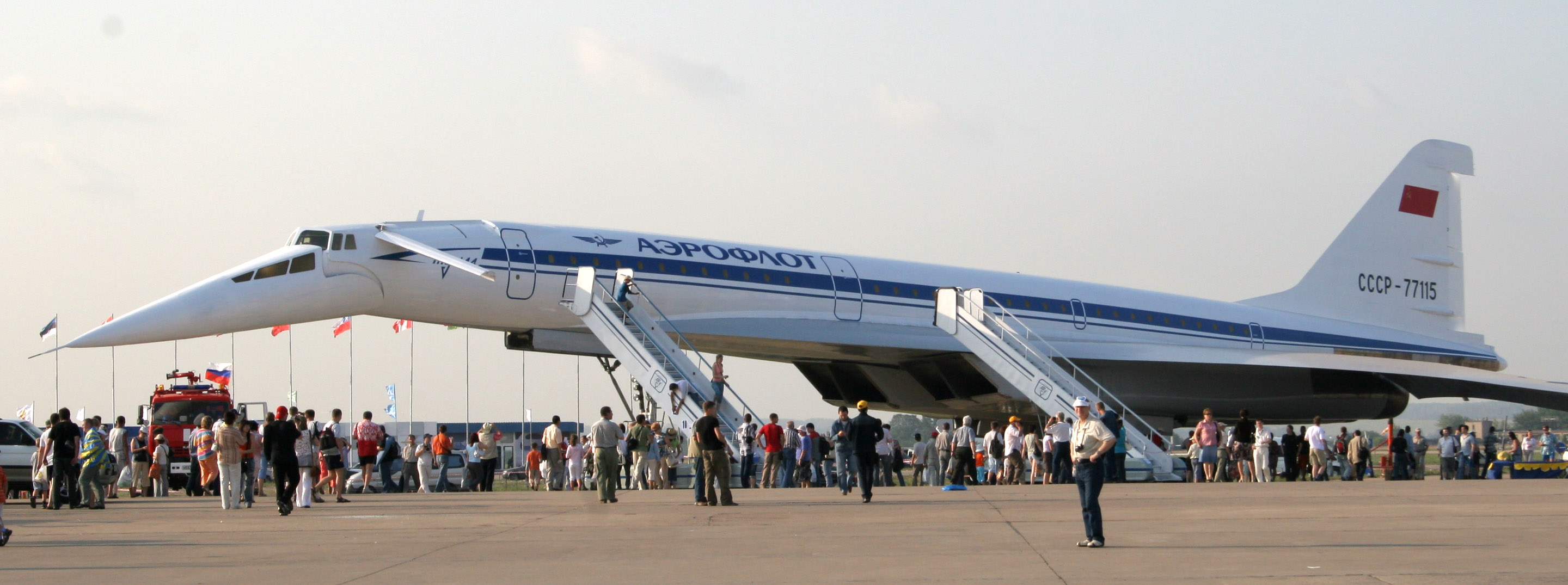
Il Tu-144D 77115 nella vecchia livrea dell'Aeroflot al MAKS Airshow 2007 a Mosca

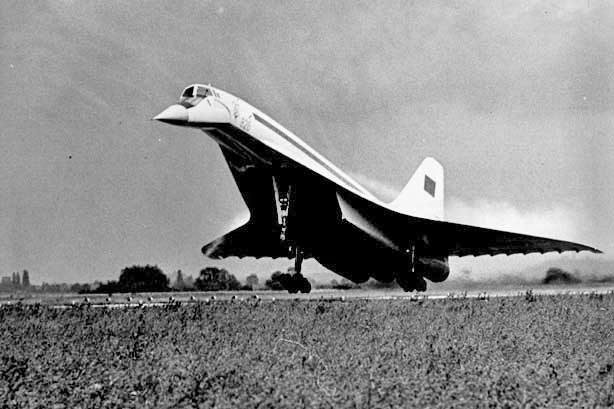
Il prototipo Tupolev Tu-144S 77101 in decollo all'aeroporto di Berlino-Schönefeld nel 1971

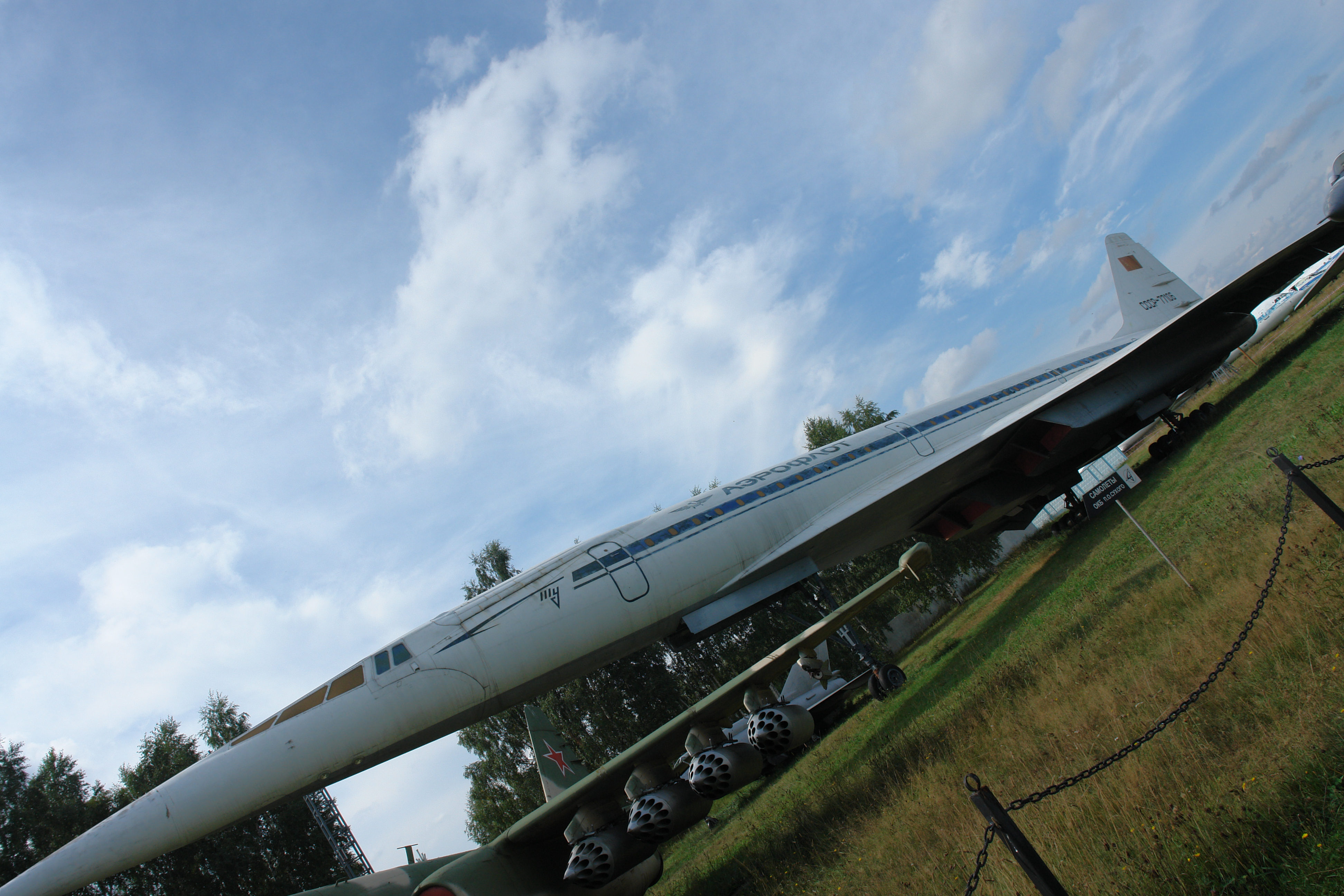
Il Tupolev Tu-144S 77106 esposto al Museo centrale della Federazione Russa delle aeronautiche militari.

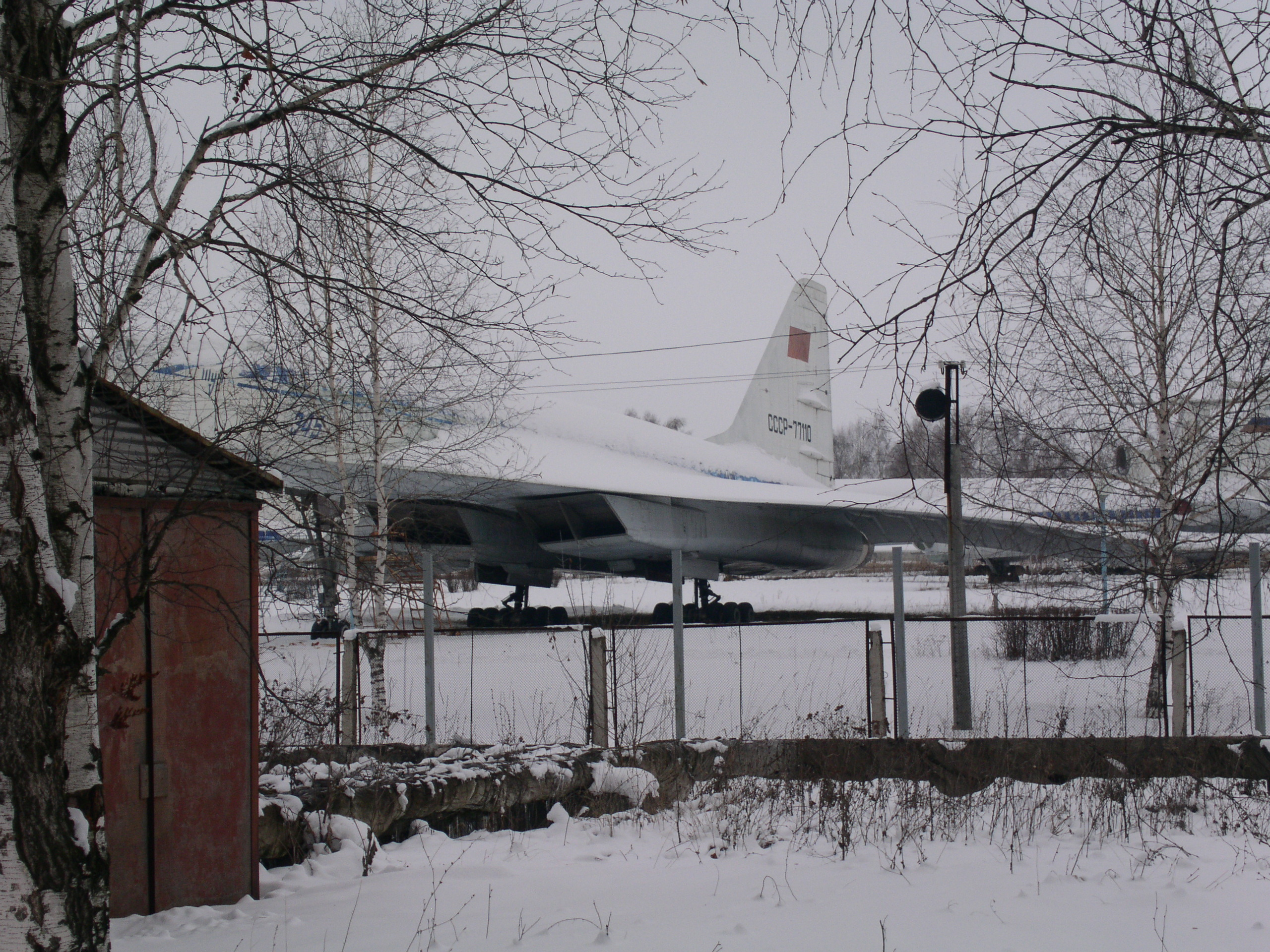
Il Tupolev Tu-144S 77110 esposto all'Ulyanovsk Aircraft Museum di Ul'janovsk, in Russia

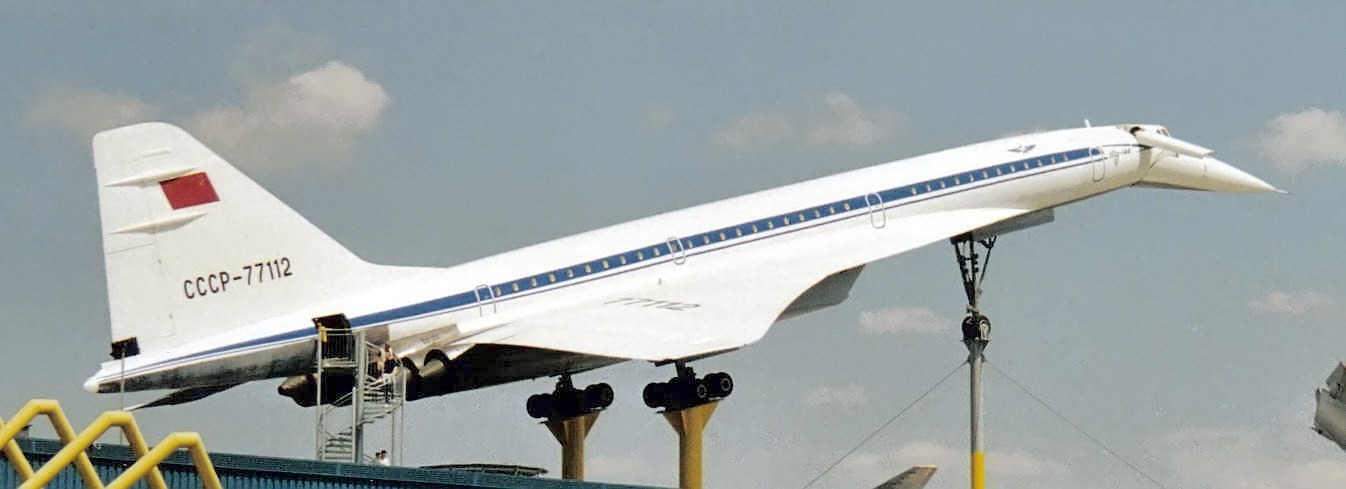
Il Tupolev Tu-144D 77112 esposto al Sinsheim Auto & Technik Museum di Sinsheim, in Germania

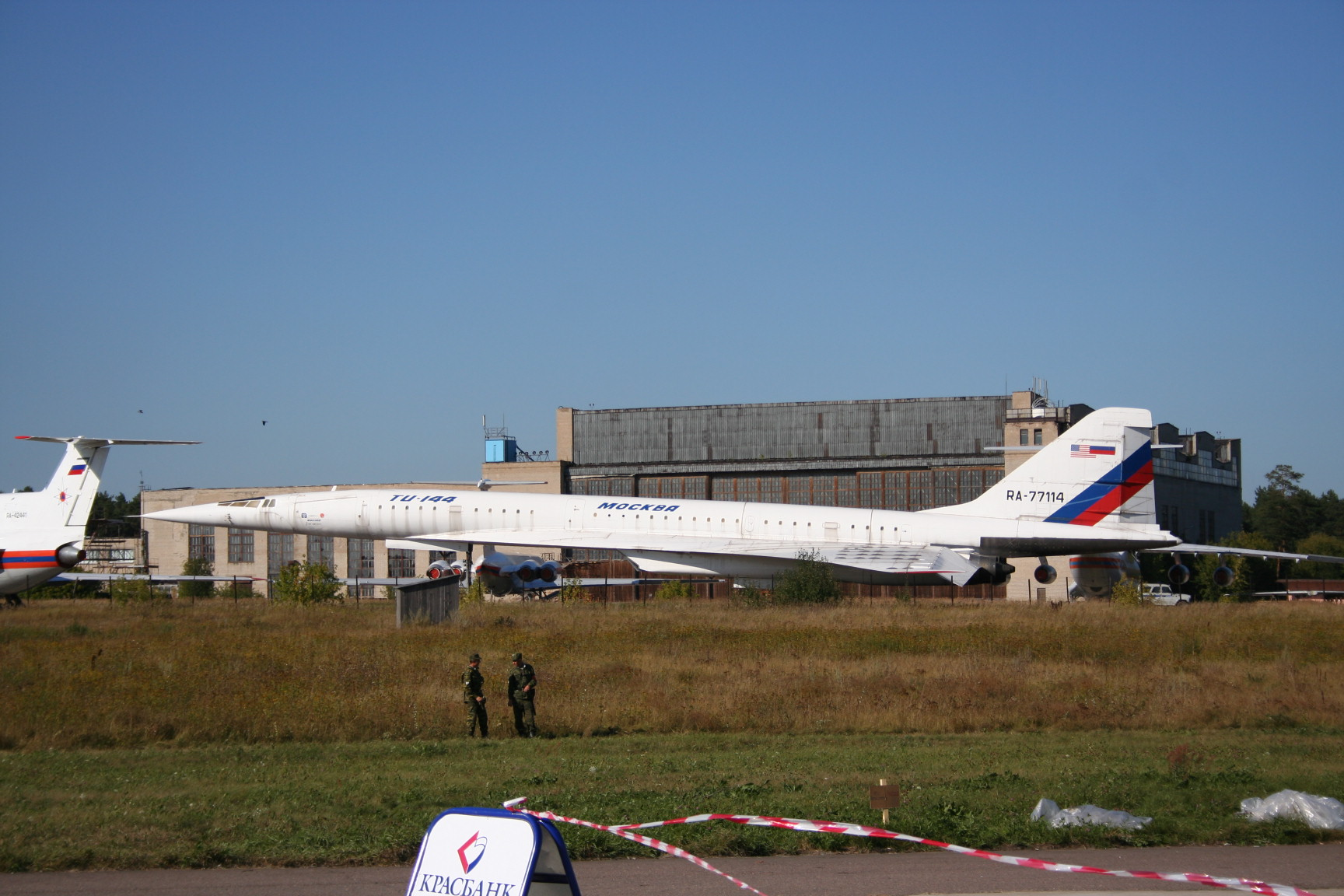
Il Tupolev Tu-144LL RA-77114 esposto al MAKS Airshow 2005 a Mosca

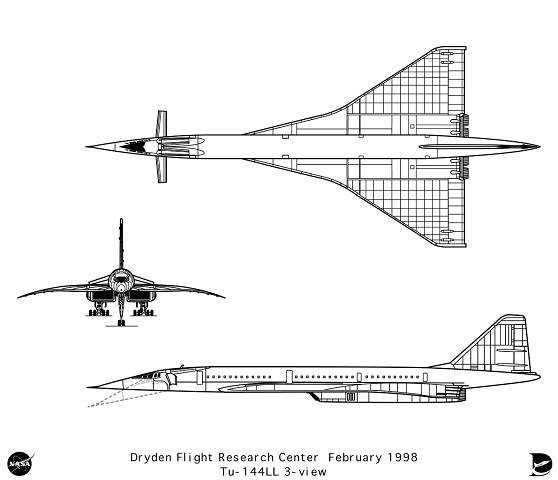
Schema del Tupolev Tu-144LL - Fonte:Istituto Centrale di Aeroidrodinamica Žukovskij/NASA - febbraio 1998

Il Tupolev Tu-144 (in russo Туполев Ту-144?), nome in codice NATO Charger, era un aereo quadrireattore supersonico sovietico da trasporto commerciale progettato da OKB, sviluppato da Tupolev e costruito da VASO negli anni sessanta.
Impiegato dall'Aeroflot, rimase operativo dal 1968 al 1998 e fu a servizio di URSS, Russia e, per un breve periodo, anche della NASA come laboratorio volante negli ultimi anni di servizio.
I giornali occidentali soprannominarono l'aereo Concordski (o Konkordski), per sottolineare l’apparente somiglianza fra il Tu-144 e il Concorde anglo-francese (gli unici due aerei di linea supersonici mai costruiti), sebbene i due progetti avessero significative differenze.
Un prototipo del Tupolev volò il 31 dicembre 1968 nei pressi di Mosca due mesi prima del Concorde.
Il Tu-144 superò il muro del suono per la prima volta il 5 giugno 1969 e il 15 luglio successivo divenne il primo mezzo commerciale a superare Mach 2.
Esso detiene il record mondiale di velocità (Mach 2,50) per un aereo civile.

## Storia del progetto
Gli originali Tu-144 e Tu-144S con i motori Kuznetsov NK-144 non potevano viaggiare a Mach 2 senza l'uso dei postbruciatori. La velocità massima possibile era di Mach 1,6 ma fu limitata a Mach 1.
Ci fu anche un ulteriore veicolo costruito per le prove a terra e per le verifiche statiche, in parallelo con lo sviluppo del prototipo funzionante. Il Tu-144S montava motori turbofan Kuznetsov NK-144A, mentre i successivi modelli Tu-144D erano dotati dei più potenti motori Kolešov RD-36-51, con migliore efficienza energetica durante il viaggio ad alta velocità, in grado di operare senza postbruciatori e su distanze maggiori. Fu anche uno degli ultimi aerei commerciali dotati di freni a paracadute, insieme con il Tupolev Tu-134.
Al Salone internazionale dell'aeronautica e dello spazio di Parigi-Le Bourget del 3 giugno 1973, lo sviluppo del programma subì un gravissimo colpo poiché il primo Tu-144S di serie (n. 77102) subì un tragico incidente. Durante una manovra il velivolo stallò e fu costretto a effettuare una rapida picchiata: cercando di richiamare, il pilota sforzò troppo la carlinga e l'aereo si destrutturò in volo, distruggendo 15 case, provocando la morte dei sei membri dell'equipaggio e di otto persone al suolo. Le cause dell'incidente sono ancora controverse. Una teoria è che il Tupolev fu costretto a quella manovra per evitare un caccia Mirage III francese che stava tentando di avvicinarsi per scattare delle foto alle alette canard, soluzione tecnica peculiare del velivolo e molto avanzata per il tempo. In anni successivi è stata ammessa la presenza dell'aereo, ma non il suo ruolo nell'incidente. Un'altra teoria afferma che la scatola nera venne recuperata dai russi e decodificata, dimostrando che l'incidente potrebbe essere stato causato da cambiamenti fatti dal team di controllo a terra sui comandi degli stabilizzatori durante il primo giorno di prove. Questi cambiamenti di assetto avrebbero dovuto permettere al Tu-144 di superare il Concorde sul circuito di prova. Sfortunatamente errori nel cablaggio avrebbero portato i piloti a imprimere involontariamente all'aereo sovietico un angolo di cabrata e picchiata eccessivo, superiore ai suoi limiti strutturali. La sciagura rovinò la reputazione del Tu-144 e del Concorde.
Sebbene l'ultimo volo commerciale sia avvenuto nel 1978, la produzione continuò fino a sei anni dopo, nel 1984, quando fu sospesa la costruzione del Tu-144D n. 77116, parzialmente completo.

## Tecnica
Nell'insieme la somiglianza tra il Tu-144 e l'aereo franco-inglese era molto evidente, ma vi erano notevoli differenze nei comandi, nella navigazione e nei motori. Così come il Buran fu sviluppato in risposta al programma Space Shuttle, anche se risultò piuttosto diverso, il Tu-144 era per molti punti più avanzato tecnologicamente rispetto al concorrente. Nel valutare le somiglianze del Tu-144 con il Concorde, non si può prescindere dallo studio del bombardiere sperimentale sovietico Sukhoi T-4, il cui sviluppo incominciò nel 1961. Sensibili progressi furono fatti grazie al prototipo (numero di serie 68001).
Alla Tupolev si continuò costantemente a lavorare per migliorare il Tu-144. Molti aggiornamenti sostanziali e modifiche sono stati apportati sul prototipo Tu-144 (numero 68001). Sebbene sia il Concorde sia il prototipo del Tupolev Tu-144 avessero ali a delta ogivale, le ali del Tu-144 non avevano la curvatura conica del Concorde. Sui Tu-144 di produzione venne impiegata un'ala a doppio delta con curvatura conica e venne aggiunto un ulteriore dispositivo, semplice ma pratico: due piccole superfici canard a scomparsa, una su entrambi i lati della sezione anteriore del velivolo, per aumentare la portanza a bassa velocità. Tale accorgimento permetteva una velocità in decollo e atterraggio inferiore del 15% rispetto al Concorde, con un'effettiva riduzione dello spazio necessario per queste manovre.
Alcune tecnologie rimasero a uno stadio di sviluppo assai più primitivo. L'aereo fu tra gli ultimi ad adoperare un paracadute frenante. Il complicato sistema di raffreddamento del Concorde, che sfruttava il circuito del carburante, non fu implementato sul Tupolev, nel quale si utilizzarono un normale sistema di aria condizionata ed un sistema di scudo termico alimentato da quest'ultima: a causa di ciò e della necessità di tenere attivi i postbruciatori durante il volo supersonico, il Tu-144 diventò famoso per l'elevatissimo livello di rumore interno, che raggiungeva punte di 95 dB e rendeva impossibile per le persone a bordo comunicare parlando normalmente, rendendo necessario utilizzare messaggi scritti su carta.
Con una soluzione analoga a quella del Concorde, il Tu-144 fu dotato di muso reclinabile, che veniva abbassato in fase di decollo, atterraggio e rullaggio, e alzato in posizione rettilinea in fase di crociera; in questa configurazione esso andava a ostruire completamente il parabrezza frontale, lasciando solo una limitata visibilità laterale.
È da notare che i sovietici effettuarono una grande quantità di richieste tecniche e tecnologiche alle industrie occidentali. Nel 1977 fu inoltrata formale richiesta di ausilio nello sviluppo alle Lucas Industries, i creatori dei sistemi elettronici che gestivano i motori del Concorde; nello stesso anno, fu richiesta assistenza alla BAC-Aérospatiale, il consorzio che realizzò il Concorde, nella progettazione delle prese d'aria dei motori (che nel Concorde adottavano un complesso sistema a geometria variabile, ripetutamente testato, che permetteva di ottenere una grande efficienza nei consumi).
Alla fine del 1978 l'URSS tentò direttamente di acquistare dal mondo aeronautico occidentale tutte le numerose tecnologie che non riusciva a perfezionare: vennero richiesti sistemi di decongelamento delle prese d'aria motori, tubazioni del carburante e sistemi per aumentarne la durata, valvole di svuotamento serbatoi, vernici ignifughe, sistemi di pilotaggio e navigazione, tecnologie e sistemi per alleviare il già citato carico acustico della cabina. L'utilizzo delle soluzioni richieste fu negato, in quanto il Governo britannico le ritenne di possibile interesse militare.

## Impiego operativo
Il Tu-144S entrò in servizio con l'Aeroflot il 26 dicembre 1975 portando posta e merci tra Mosca e Alma-Ata in preparazione al servizio passeggeri, che ebbe inizio nel novembre del 1977.
Durante la consegna dei velivoli in preparazione al servizio, il primo Tu-144D 77111 ebbe un guasto in volo durante una prova prima della consegna ufficiale e si schiantò, provocando la morte dei membri dell'equipaggio: era il 23 maggio 1978. Il volo Aeroflot del 1º giugno 1978 fu il 55º e ultimo volo passeggeri del Tu-144.
Lo sviluppo frettoloso non permise di sistemare gli inevitabili difetti di un aereo così innovativo. In particolare il pilota Alexsandr Larin raccontò di un volo problematico, il 25 gennaio 1978.
Ventidue sistemi di bordo su ventiquattro si rivelarono malfunzionanti: di questi, sette o otto lo erano già prima del decollo, ma cancellare un volo pieno di dignitari e giornalisti stranieri era inaccettabile. Subito dopo il decollo una sirena d'allarme iniziò a suonare, e l'unico modo per silenziarla fu "imbottirla" con un cuscino. Durante la crociera supersonica, gli ingegneri della Tupolev iniziarono a sospettare che all'arrivo l'unico carrello ad aprirsi sarebbe stato quello posteriore destro, su cui l'aereo sarebbe atterrato a più di 300 chilometri orari: la preoccupazione fu tale da avvertire il premier Leonid Brežnev. Fortunatamente, il problema previsto non si verificò.
Una rotta merci venne programmata usando la nuova variante Tu-144D a partire dal 23 giugno 1979, anche con tratte più lunghe tra Mosca e Chabarovsk, grazie ai più efficienti motori Kolešov RD-36-51. Inclusi i 55 voli passeggeri, ci furono in tutto 102 voli prima del ritiro dal servizio.
È risaputo che l'Aeroflot continuò a far volare i Tu-144D anche dopo la fine ufficiale del servizio, almeno fino agli anni ottanta.
Durante gli anni ottanta gli ultimi due aerei prodotti furono usati come laboratori volanti per studi sul buco nell'ozono. Questi velivoli sono ricoverati nella fabbrica a Žukovskij e i loro numeri di serie sono 77114 e 77115.
Nel 1990 la Tupolev offrì alla NASA un Tu-144 come aereo di sviluppo per il suo programma di Alta Velocità Commerciale, per la progettazione di un aereo supersonico di seconda generazione. Nel 1995, il Tu-144D n. 77114, costruito nel 1981, ma con sole 82 ore e 40 minuti di volo all'attivo, fu recuperato dal magazzino e, dopo vaste modifiche, tra cui l'installazione dei motori Kuznetsov NK-321, venne ribattezzato come Tu-144LL (Летающая Лаборатория, letajuščaja laboratorija, laboratorio volante). La NASA investì nel progetto 350 milioni di dollari. Tra il 1996 e il 1997 effettuò 27 voli; poi, nel 1999 il progetto venne cancellato.
Alla fine del 2003, con il ritiro del Concorde, ci fu un rinnovato interesse verso il Tu-144LL per abbreviare la durata della traversata atlantica; tuttavia, non fu possibile perseguire questa strada, a causa degli alti costi di preparazione e, in secondo luogo, anche del fatto che l'uso dei motori Kuznetsov NK-321 al di fuori dello spazio aereo russo non era permesso dalle autorità militari.

## Versioni
| Dati                             | TU-144 CCCP-68001           | TU-144S CCCP-77101                      | TU-144S CCCP-77102~110                  | TU-144D CCCP-77111~115                  | TU-144LL RA-77114           |
| -------------------------------- | --------------------------- | --------------------------------------- | --------------------------------------- | --------------------------------------- | --------------------------- |
| Lunghezza                        | 59,40 m                     | 65,70 m                                 | 65,70 m                                 | 65,70 m                                 | 65,70 m                     |
| Altezza (da terra)               | 12,25 m                     | 14,40 m                                 | 14,40 m                                 | 14,40 m                                 | 14,40 m                     |
| Altezza (dai motori)             | 10,50 m                     | 12,85 m                                 | 12,85 m                                 | 12,85 m                                 | 12,85 m                     |
| Larghezza fusoliera              | 3,50 m                      | 3,45 m                                  | 3,45 m                                  | 3,45 m                                  | 3,45 m                      |
| Altezza fusoliera                | 3,25 m                      | 3,50 m                                  | 3,50 m                                  | 3,50 m                                  | 3,50 m                      |
| Apertura alare                   | 27,65 m                     | 28,00 m                                 | 28,80 m                                 | 28,80 m                                 | 28,80 m                     |
| Configurazione ali (corda alare) | 33,90 m                     | 30,30 m                                 | 31,90 m                                 | 31,90 m                                 | 31,90 m                     |
| Superficie alare                 | 438 m²                      | 503 m²                                  | 507 m²                                  | 507 m²                                  | 507 m²                      |
| Distanza tra i carrelli          | 9,20 m                      | 5,80 m                                  | 5,80 m                                  | 5,80 m                                  | 5,80 m                      |
| Motori                           | 4 turbofan Kuznetsov NK-144 | 4 turbofan Kuznetsov NK-144A            | 4 turbofan Kuznetsov NK-144A            | 4 turbojet Kolesov RD-36-51A            | 4 turbofan Kuznetsov NK-321 |
| Spinta                           | 4x127kN dry 4x172kN wet     | 4x147 kN dry 4x178 kN wet               | 4x147 kN dry 4x178 kN wet               | . 4x196 kN wet                          | 4x137 kN dry 4x245 kN wet   |
| Velocità massima                 | 1 510 mph 2 430 km/h M 2,30 | 1 550 mph 2 500 km/h M 2,35             | 1 550 mph 2 500 km/h M 2,35             | 1 420 mph 2 285 km/h M 2,15             | 1 550 mph 2 500 km/h M 2,35 |
| Velocità di crociera             | 1 430 mph 2 300 km/h M 2,17 | 1 365 mph 2 200 km/h M 2,07             | 1 365 mph 2 200 km/h M 2,07             | 1 315 mph 2 120 km/h M 2,00             | 1 430 mph 2 300 km/h M 2,17 |
| Maximum Permissible Range        | 1 815 mi 2 920 km           | 2 237 mi ~ 1 914 mi 3 600 km ~ 3 080 km | 2 237 mi ~ 1 914 mi 3 600 km ~ 3 080 km | 3 853 mi ~ 3 312 mi 6 200 km ~ 5 330 km | 2 485 mi 4 000 km           |
| Peso massimo senza carburante    | 85 000 kg                   | 91 800 kg                               | 91 800 kg                               | 99 200 kg                               | 103 000 kg                  |
| Peso massimo al decollo          | 180 000 kg                  | 195 000 kg                              | 195 000 kg                              | 207 000 kg                              | 203 000 kg                  |
| Peso massimo all'atterraggio     | .                           | 120 000 kg                              | 120 000 kg                              | .                                       | 125 000 kg                  |
| Peso massimo del carburante      | 70 000 kg                   | 98 000 kg                               | 98 000 kg                               | .                                       | 95 000 kg                   |
| Massimo carico utile             | .                           | 15 000 kg                               | 15 000 kg                               | 15 000 kg                               | .                           |

## Utilizzatori
- Tupolev (1968-1984)
- Aeroflot (1975-1987)
- Tupolev (1996-1998)
- NASA (1996-1998)

## Esemplari
In tutto furono costruiti 16 Tu-144 funzionanti:
- 1 prototipo Tu-144 (n. 68001)
- 1 di pre-produzione Tu-144S (n. 77101)
- 9 di serie Tu-144S (n. 77102–110)
- 5 di serie Tu-144D (n. 77111–115)

e 2 Tu-144 non funzionanti:
- 1 costruito per le verifiche a terra
- 1 Tu-144D rimasto incompleto (n. 77116)

| #  | Data primo volo  | Num. | Modello          | Registrazione           | Compagnia aerea | Note                                                                                 | Destino finale                                                                         |
| -- | ---------------- | ---- | ---------------- | ----------------------- | --------------- | ------------------------------------------------------------------------------------ | -------------------------------------------------------------------------------------- |
| 1  | 31 dicembre 1968 | 00-1 | Тu-144 («044»)   | CCCP-68001              | Tupolev         | prototipo                                                                            | demolito a Žukovskij                                                                   |
| 2  | 1º giugno 1971   | 01-1 | Тu-144S («004»)  | СССР-77101              | Tupolev         | aereo di pre-produzione                                                              | demolito                                                                               |
| 3  | 20 marzo 1972    | 01-2 | Тu-144S («004»)  | СССР-77102              | Aeroflot        | primo aereo in produzione                                                            | distrutto il 3 giugno 1973 al Paris Air Show                                           |
| 4  | 13 dicembre 1973 | 02-1 | Тu-144S («004»)  | СССР-77103              | Aeroflot        | voli tecnici                                                                         | demolito a Žukovskij nel 1984                                                          |
| 5  | 14 giugno 1974   | 02-2 | Тu-144S («004»)  | СССР-77104 (СССР-77114) | Aeroflot        | Le Bourget 1975.                                                                     | demolito a Žukovskij nel 1987                                                          |
| 6  | 30 novembre 1974 | 03-1 | Тu-144S («004»)  | СССР-77105              | Aeroflot        | convertito in Tu-144D per testare i nuovi motori                                     | demolito a Žukovskij nel 1995                                                          |
| 7  | 4 marzo 1975     | 04-1 | Тu-144S («004»)  | СССР-77106              | Aeroflot        | trasporto merci verso Alma-Ata.                                                      | esposto al Museo centrale della Federazione Russa delle aeronautiche militari a Monino |
| 8  | 12 dicembre 1975 | 04-2 | Тu-144S («004»)  | СССР-77108              | Aeroflot        | miglioramento apparecchiature di navigazione                                         | esposto al Samara State Aerospace University a Samara                                  |
| 9  | 20 agosto 1975   | 05-1 | Тu-144S («004»)  | СССР-77107              | Aeroflot        | verifica e test                                                                      | custodito al Kazan National Research Technical University a Kazan'                     |
| 10 | 29 aprile 1976   | 05-2 | Тu-144S («004»)  | СССР-77109              | Aeroflot        | trasporto passeggeri verso Alma-Ata.                                                 | probabilmente al VASO a Voronež                                                        |
| 11 | 14 febbraio 1977 | 06-1 | Тu-144S («004»)  | СССР-77110              | Aeroflot        | trasporto passeggerti verso Alma-Ata. Le Bourget 1977.                               | esposto al Ulyanovsk Aircraft Museum a Ul'janovsk                                      |
| 12 | 27 aprile 1978   | 06-2 | Тu-144D («004D») | СССР-77111              | Aeroflot        | primo della serie Tu-144D                                                            | precipitato il 23 maggio 1978 a Egor'evsk e demolito                                   |
| 13 | 19 febbraio 1979 | 07-1 | Тu-144D («004D») | СССР-77112              | Aeroflot        | è stato fino al 1995 al Gromov Flight Research Institute a Žukovskij                 | esposto dal 2000 al Museo automobilistico e tecnologico di Sinsheim                    |
| 14 | 2 ottobre 1979   | 08-1 | Тu-144D («004D») | СССР-77113              | Aeroflot        | al Gromov Flight Research Institute a Zhukovsky                                      | demolito a Žukovskij nel 2001                                                          |
| 15 | 13 aprile 1981   | 08-2 | Тu-144D («004D») | СССР-77114              | Aeroflot        | al Gromov Flight Research Institute a Žukovskij, nel 1983 segna il record del mondo. | nel 1996 convertito in Tu-144LL                                                        |
| 15 | 13 aprile 1981   | 08-2 | Тu-144LL         | RA-77114                | Tupolev / NASA  | usato per esperimenti congiunti russo-americani sul volo supersonico                 | custodito al Gromov Flight Research Institute a Žukovskij                              |
| 16 | 4 ottobre 1984   | 09-1 | Тu-144D («004D») | СССР-77115              | Aeroflot        | al Gromov Flight Research Institute a Žukovskij, l'ultimo volo del TU-144            | custodito al Gromov Flight Research Institute a Žukovskij                              |
| 17 | -                | 09-2 | Тu-144D («004D») | CCCP-77116              | -               | l'ultimo Tu-144 costruito, non completato                                            | probabilmente rimasto incompleto presso il VASO a Voronež                              |

Il Tu-144LL fu dichiarato venduto nel giugno 2001 per 11 milioni di dollari tramite un'asta online, ma l'aereo non venne ceduto: nel settembre 2003 Tejavia riportò che l'accordo alla fine non venne firmato. I motori installati per i test, i Kuznetsov NK-321, usati sul bombardiere Tupolev Tu-160, sono prodotti militari e il Governo russo non ne avrebbe permesso l'esportazione.
Nel 2005 il fondatore di Tejavia, Randall Stephens, scoprì i motori Kuznetsov NK-321 in esposizione, e la carcassa del Tu-144LL abbandonata alla base Tupolev del Gromov Flight Research Institute a Zhukovsky.
Nel marzo 2006 si scoprì che gli ultimi due Tu-144, n. 77114 e 77115, che si trovavano presso la base di Žukovskij, erano stati venduti per essere smantellati.

In seguito, entrambi gli aerei sono stati "salvati". Il Tu-144LL n. 77114 probabilmente sarà esposto a Mosca e il Tu-144D n. 77115 nell'agosto del 2007 è stato esposto al MAKS Airshow 2007 a Mosca e poi sarà esibito a Žukovskij.
Dei sedici aerei prodotti, otto sono andati distrutti, cinque sono custoditi in università e istituti di ricerca in Russia e tre sono esposti in musei, due in Russia e uno in Germania (esposto insieme a un Concorde).